# Ла-Лабор (Агуаскальентес)
Ла-Лабор (исп. La Labor) — посёлок в центральной части Мексики, на территории штата Агуаскальентес. Входит в состав муниципалитета Кальвильо.

## Географическое положение
Ла-Лабор расположен на западе штата, на правом берегу реки Ла-Лабор, на расстоянии приблизительно 38 километров к западу-северо-западу (WNW) от города Агуаскальентес. Абсолютная высота — 1747 метров над уровнем моря.

## Население
Согласно данным, полученным в ходе проведения официальной переписи 2005 года, в посёлке проживало 1953 человека (946 мужчин и 1007 женщин). Насчитывалось 419 домов. По возрастному диапазону население распределилось следующим образом: 40,6 % — жители младше 18 лет, 47,8 % — между 18 и 59 годами и 11,6 % — в возрасте 60 лет и старше. Уровень грамотности среди жителей старше 15 лет составлял 92,3 %.
По данным переписи 2010 года, численность населения Ла-Лабора составляла 1988 человек. Динамика численности населения посёлка по годам:
| 2000 | 2005 | 2010 |
| ---- | ---- | ---- |
| 1846 | 1953 | 1988 |